# Richard Münch (Politiker)
Richard Münch (* 31. August 1889 in Altenburg; † 6. Oktober 1968 in Berlin)  war ein deutscher Politiker (DVP, CDU). Er war von 1945 bis 1946 Bezirksbürgermeister des Bezirks Spandau von Berlin. Am 22. Juni 1965 wurde er mit der Stadtältestenwürde von Berlin ausgezeichnet.

## Leben und politische Laufbahn

### Vor dem Zweiten Weltkrieg
Münch war von Beruf Rechtsanwalt und Notar. Er gehörte zunächst der Deutschen Volkspartei (DVP) an. Von 1922 bis 1933 war er als besoldeter Stadtrat und Dezernent in Berlin-Spandau tätig. Unter anderem verantwortete er die Bereiche Finanzen sowie Gesundheits- und Sozialwesen.
Von 1927 bis 1934 lehrte Münch am Verwaltungsseminar der Stadt Berlin.
Nachdem ihn die Nationalsozialisten aus dem öffentlichen Dienst entlassen hatten, widmete er sich wieder der Tätigkeit als Rechtsanwalt. Dabei setzte er sich für Gegner des NS-Regimes ein.

### Nach dem Zweiten Weltkrieg

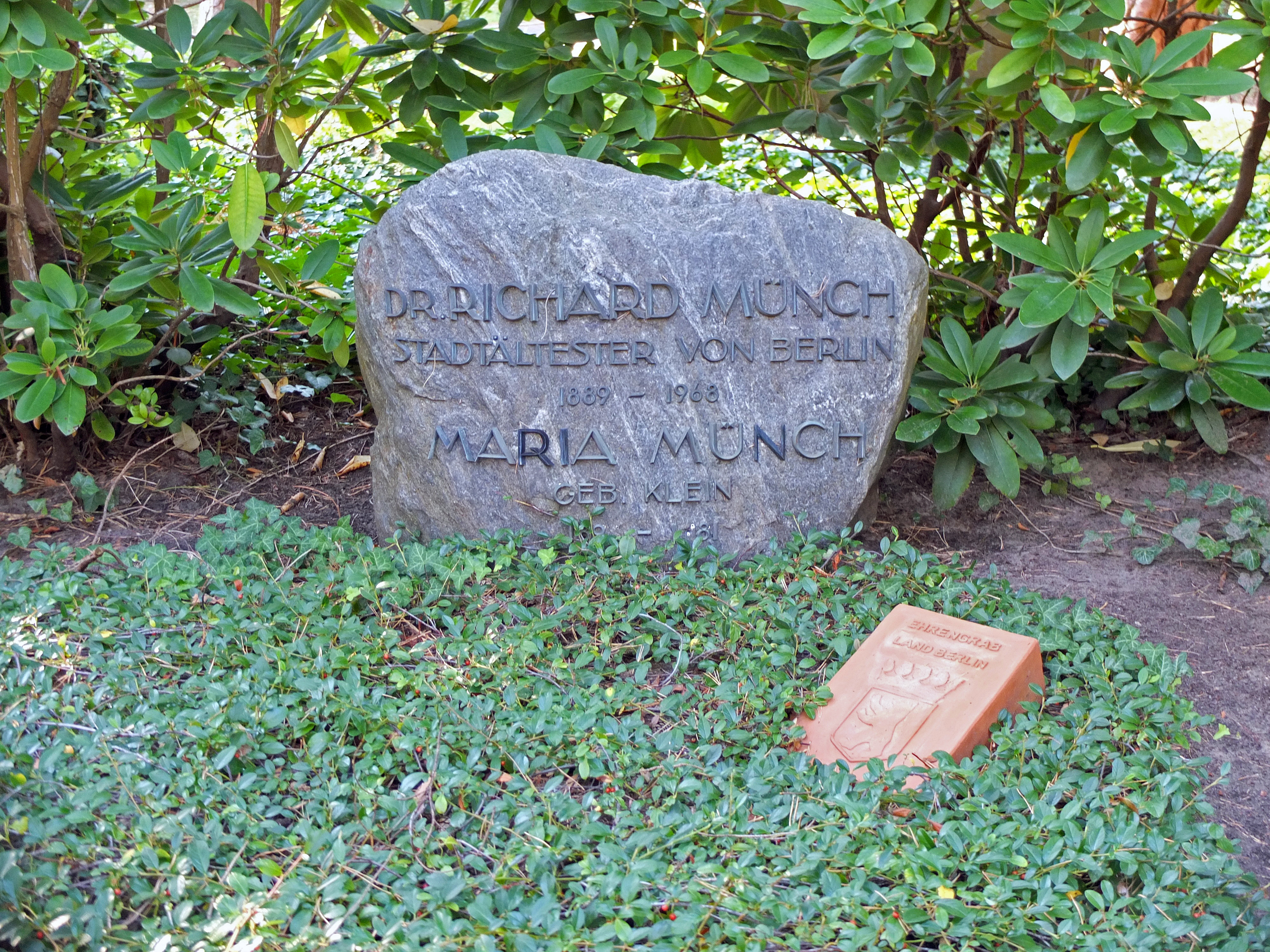
Grabstätte

Münch wurde von der sowjetischen Militäradministration am 6. Mai 1945 als Bezirksbürgermeister von Spandau eingesetzt und später von der britischen Besatzungsmacht bestätigt.
Etwa ein Jahr später trat Richard Münch aus gesundheitlichen Gründen von seinem Amt zurück.
Noch bis 1951 war er als Fraktionsvorsitzender der CDU in der Bezirksverordnetenversammlung von Spandau tätig.
Nach seinem Tode erhielt Richard Münch ein Ehrengrab der Stadt Berlin im Bürgermeisterhain auf dem  Friedhof In den Kisseln. In Spandau (Ortsteil Staaken) ist seit 1997 eine Straße nach ihm benannt.